# NetCDF
NetCDF (Network Common Data Form) é um conjunto de bibliotecas de software e formatos de dados de máquina auto-descritivos e independentes que dão suporte à criação, acesso e compartilhamento de dados científicos orientados a array . A página do projeto  é hospedada pelo programa Unidata da University Corporation for Atmospheric Research (UCAR). Eles também são a principal fonte de software netCDF, bem como de desenvolvimento de padrões e atualizações. O formato é um padrão aberto . NetCDF Classic e formato Offset de 64 bits são um padrão internacional do Open Geospatial Consortium . 
O formato foi originalmente baseado no modelo conceitual do Common Data Format desenvolvido pela NASA, mas desde então divergiu e não é compatível com ele.  